# Trifolium eximium
Trifolium eximium är en ärtväxtart som beskrevs av Dc.. Trifolium eximium ingår i släktet klövrar, och familjen ärtväxter. Inga underarter finns listade i Catalogue of Life.